# Małobądz
Małobądz ist ein südwestlicher Stadtteil von Będzin in der Woiwodschaft Schlesien in Polen.

## Geschichte
Der Ort wurde im Jahr 1443 als Malobancz bzw. Małobandz urkundlich erwähnt, als das Herzogtum Siewierz mit dem Dorf vom Teschener Herzog Wenzel I. dem Krakauer Bischof Zbigniew Oleśnicki verkauft wurde. Der Ortsname ist vom altpolnischen Personennamen *Małobąd (mały – klein, -bąd = będę, być – sein, vergleiche Wszebąd, Zdziebąd) abgeleitet, früher wurde aber auch zu Małobędzin (1529), also Klein-Bendzin.
Die kleine Ortschaft am rechten Ufer der Schwarzen Przemsa unterstand Jahrhunderte der Pfarrei in Będzin (2 Kilometer flussaufwärts) im Krakauer Land im Dekanat von Bytom (Beuthen). Im 17. Jahrhundert entstand auf dem nördlichen Boden des Dorfs die Siedlung Gzichów, gegenüber des Flusses von Będzin.
Erst 1790 wurde das Herzogtum Siewierz formal an das Königreich Polen-Litauen angegliedert und war der Woiwodschaft Krakau administrativ angegliedert. Nach der dritten Teilung Polens von 1795  gehörte das Dorf bis 1807 zu Neuschlesien. 1807 kam es ins Herzogtum Warschau und 1815 ins neu entstandene russisch beherrschte Kongresspolen.
Im 19. Jahrhundert wurde das Gebiet Zagłębie Dąbrowskie (Dombrowaer Kohlebecken) benannt, 1885 zählte das Dorf in der Vogtei von Gzichów um 400 Einwohner. Im Dorf wurde Pflanzenöle produziert und es gab eine Amerikanische Mühle. 1913 begann der Bau des größten Kraftwerks im Dombrowaer Kohlebecken. Zwei Jahre später wurde Małobądz von deutschen Besatzern an Będzin nachgemeindet.
Das alte Dorf ist heute untergegangen, u. a. durch Regulierung der Schwarzen Przemsa und Bau der großen Plattenbausiedlung Syberka für 20.000 Einwohner. Im Stadtteil befindet sich auch das Bergbaukrankenhaus aus den 1980er Jahren.

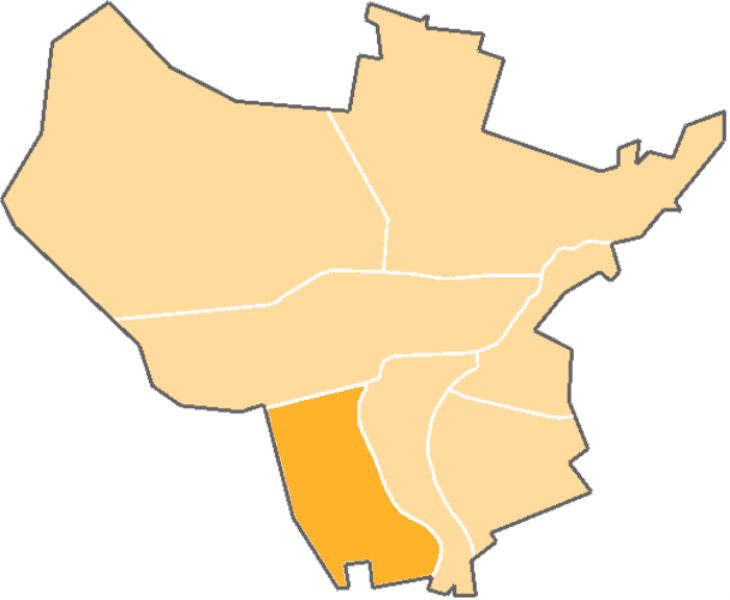
Lage des Stadtteils innerhalb von Będzin
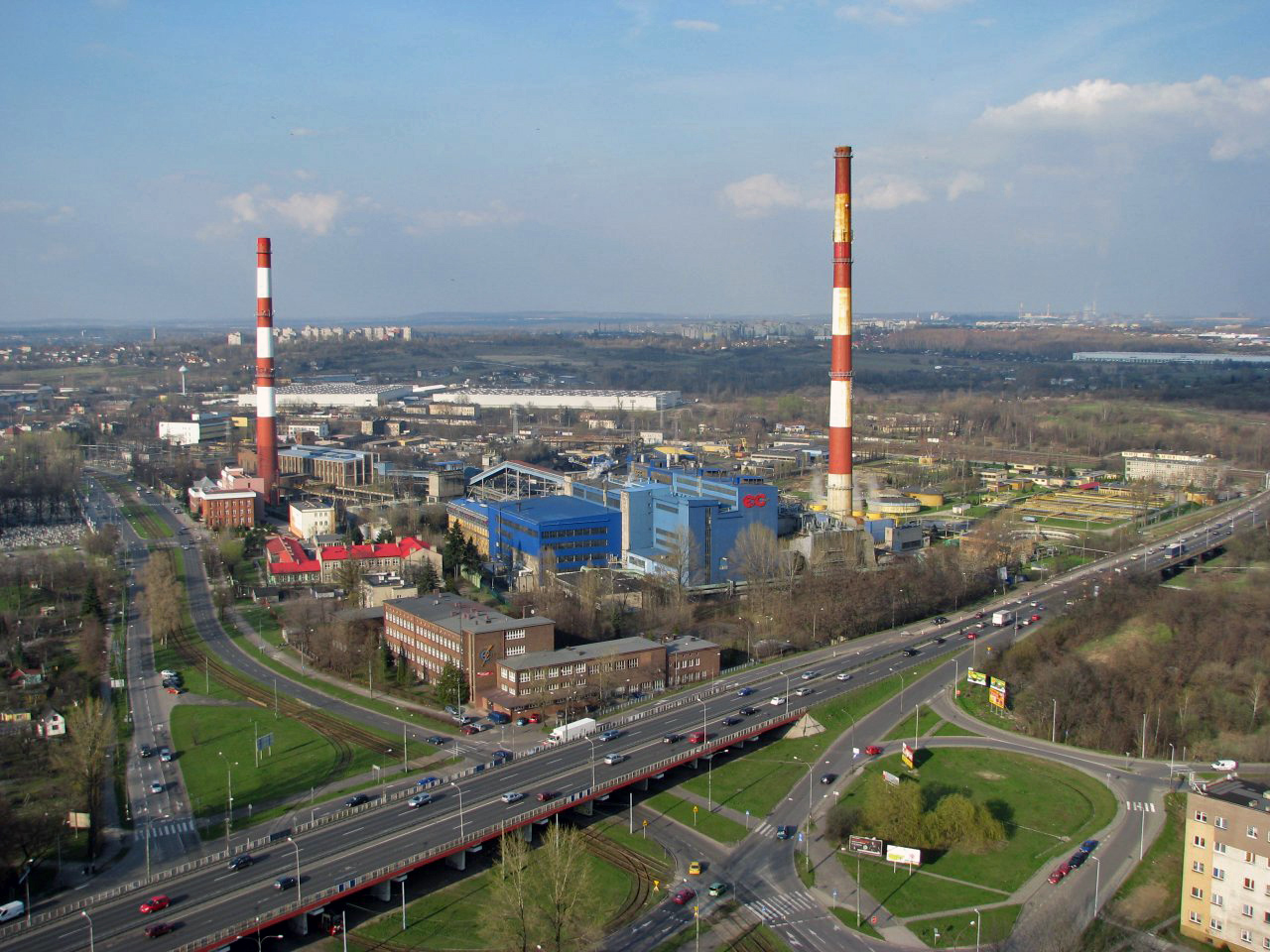
Heizkraftwerk
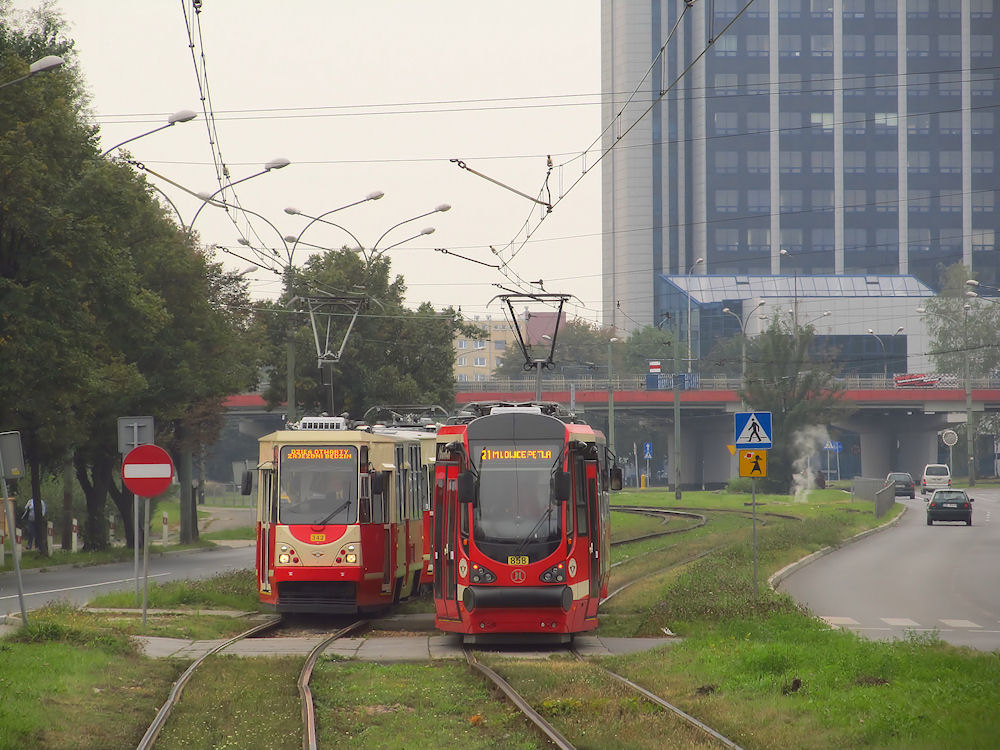
Straßenbahn in Małobądz
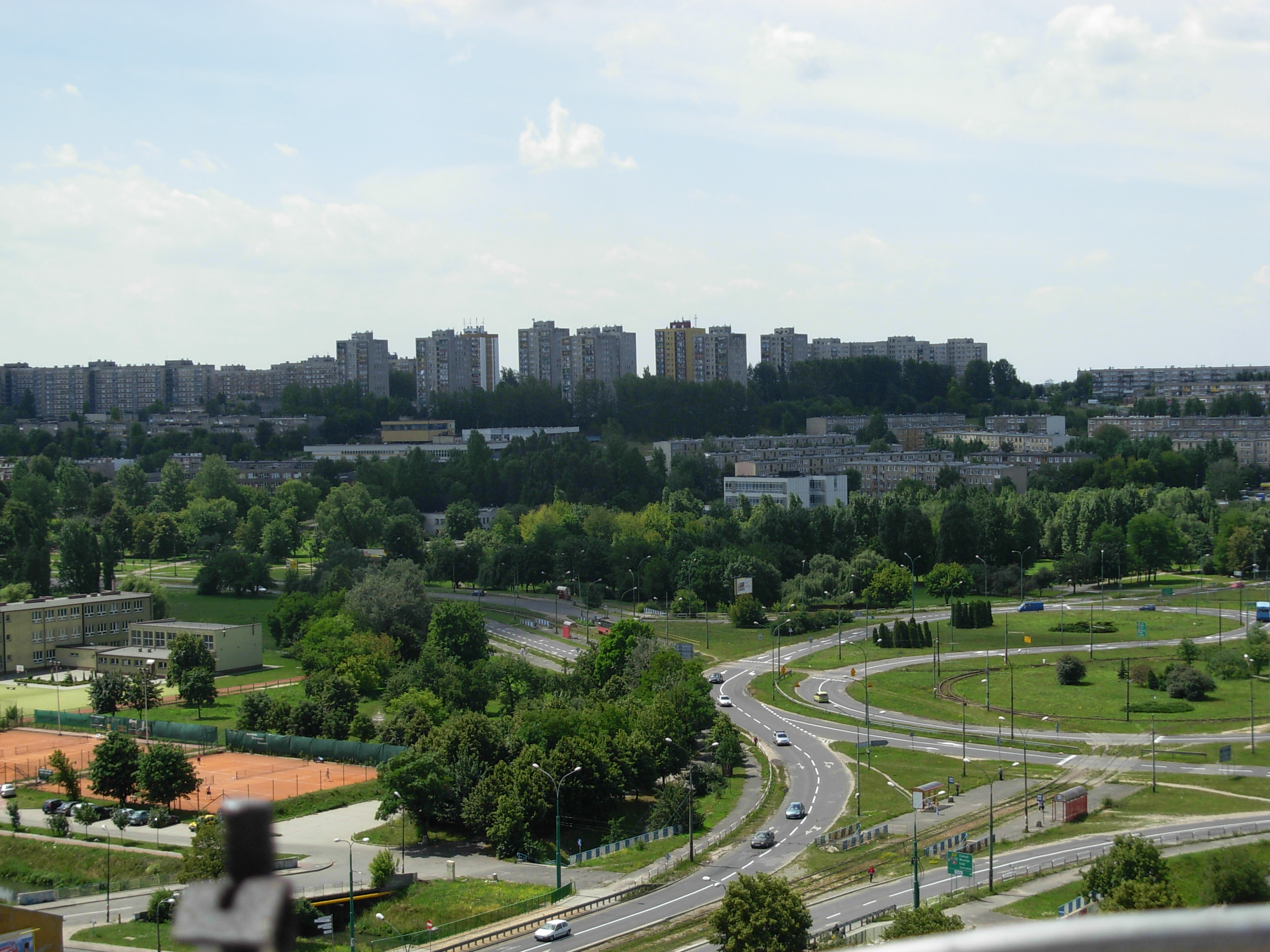
Wohngebiet Syberka